# Кінофобія

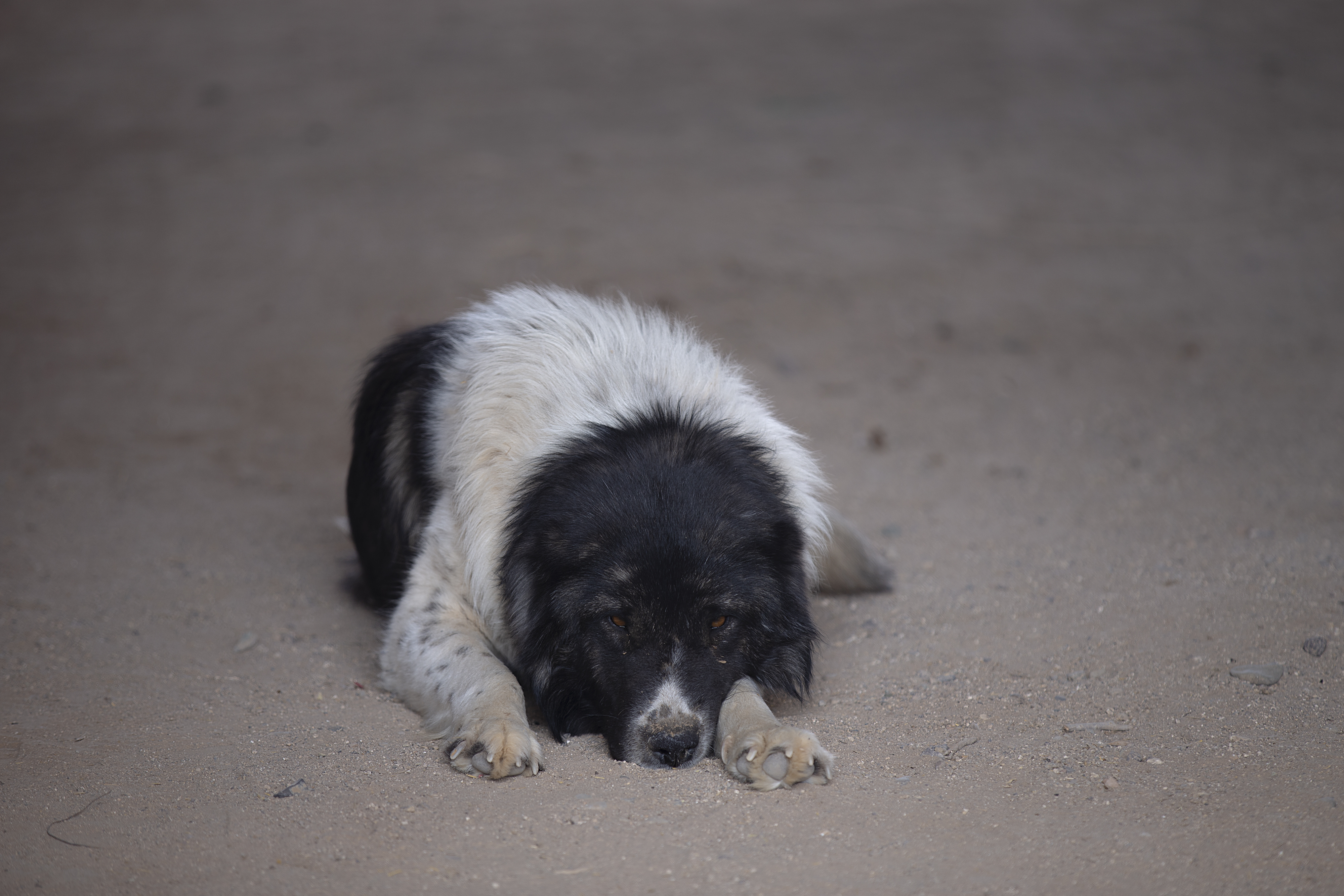
Кінофобія

Кінофобія (від дав.-гр. κυν — «собака» і дав.-гр. φόβος — «страх») — психічний розлад, фобія (ірраціональний страх), один із різновидів зоофобії, об'єктом якого є собаки. Також в практиці психіатрії відносять до кінофобії окремі фобії: страх укусів (адактофобія) і страх зараження сказом (рабієфобія). Кінофобія зазвичай проявляється в рамках іншого психічного розладу: може зустрічатися при шизофренії (у цьому випадку нерідко поєднується з сенестопатією і іпохондричними побудовами), депресії і, найчастіше, в структурі невротичних розладів (особливо інтенсивна фобія під час панічних атак), розладів, пов'язаних зі стресом і порушенням адаптації.